# 선전 FC
선전 FC(중국어: 深圳市足球俱乐部)는 중국 광둥성 선전시를 연고로 하는 과거 축구 클럽으로 2023 시즌까지 중국 슈퍼리그에 참가했으며 흔히 선전 루비(Shenzhen Ruby)라고 부르기도 한다.

## 역사
2004 시즌부터 2010 시즌까지 중국 슈퍼리그에 참가하여 2004 시즌 슈퍼리그에서 우승을 차지했고 중국 FA컵 2004에서도 구단 역사상 컵대회 최고 성적인 4강까지 오르기도 했으며 중국 슈퍼리그컵에서도 2연속 준우승, 2005년 AFC 챔피언스리그 4강에도 오르는 등 좋은 성과를 거두기도 했다.
그러나 2011 시즌 16위에 그치면서 중국 갑급리그로 강등당했고 2012 시즌부터 2017 시즌까지 중국 갑급리그에 머물러 있다가 2018 시즌에서 준우승을 차지하며 다시 중국 슈퍼리그로 승격된 이후 2019 시즌부터 2023 시즌까지 중국 슈퍼리그에 참가했지만 2023 시즌 종료 후인 2024년 1월 29일 막대한 부채를 감당하지 못한 채 공식적으로 해체를 선언했다.

## 클럽 명칭 역사
- 1994-1995: 선전 FC (Shenzhen FC, 深圳足球俱乐部)
- 1996: 선전 페이야다 (Shenzhen Feiyada, 深圳飞亚达)
- 1997-2002: 선전 핑안 (Shenzhen Ping'an, 深圳平安)
- 2003-2005: 선전 젠리바오 (Shenzhen Jianlibao, 深圳健力宝)
- 2006-2007: 선전 진웨이 (Shenzhen Kingway, 深圳金威)
- 2007-2008: 선전 상칭인 (Shenzhen Shangqingyin, 深圳上清饮)
- 2009-2010: 선전 FC (Shenzhen Football Club, 深圳足球俱乐部)
- 2010-2014: 선전 훙쫜 (Shenzhen Ruby F.C., 深圳红钻)
- 2015-2024: 선전 FC (Shenzhen F.C., 深圳足球俱乐部)

## 주요 경력
- 중국 슈퍼리그: 우승 1회 (2004)
- 중국 슈퍼리그 컵: 준우승 2회 (2004, 2005)
- 갑(甲)A리그: 준우승 1회 (2002)
- 갑(甲)B리그: 우승 1회 (1995), 준우승 1회 (1997)

## 역대 감독
| 감독                | 임기        |
| ------------------- | ----------- |
| 차범근              | 1998 ~ 1999 |
| 필리프 트루시에     | 2011 ~ 2013 |
| 클라렌스 세이도르프 | 2016        |
| 스벤예란 에릭손     | 2016 ~ 2017 |
| 로베르토 도나도니   | 2019 ~ 2020 |
| 요르디 크라위프     | 2020 ~ 2021 |
| 이장수              | 2022        |